# Neda
Neda ( græsk: Νέδα) er en flod i det vestlige Peloponnes i Grækenland . Den er 31 km lang, og dens afvandingsområde er 2782. Den er unik i den forstand, at det er den eneste flod i Grækenland med et feminint navn.

## Geografi
Floden har sit udspring på den sydlige skråning af bjerget Lykaion, nær landsbyen Neda i det nordlige Messenien. Den løber mod vest gennem et varieret landskab af golde klipper og skove. Fra omegnen af Figaleia indtil dens udmunding danner den grænsen mellem de regionale enheder Messenien og Elis. Der er et velkendt vandfald nær landsbyen Avlonas. Neda løber ud i Kyparissia-bugten, en bugt ved Det Joniske Hav, nær landsbyen Giannitsochori.
Neda flyder langs landsbyerne Neda, Kakaletri, Figaleia, Platania, Karyes og Giannitsochori.